# Châteauneuf-du-Rhône
Châteauneuf-du-Rhône település Franciaországban, Drôme megyében. Lakosainak száma 2807 fő (2022. január 1.). Châteauneuf-du-Rhône Le Teil, Viviers, Allan, Donzère, Malataverne és Montélimar községekkel határos.

## Népesség
A település népességének változása:
| Lakosok száma | 1484 | 1977 | 2094 | 2244 | 2571 | 2662 | 2725 | 2724 | 2784 | 2807 |
|               | 1968 | 1982 | 1990 | 2006 | 2013 | 2015 | 2017 | 2019 | 2020 | 2022 |